# 伊瓦茨峰
64°24′39″S 60°10′54″W / 64.41083°S 60.18167°W

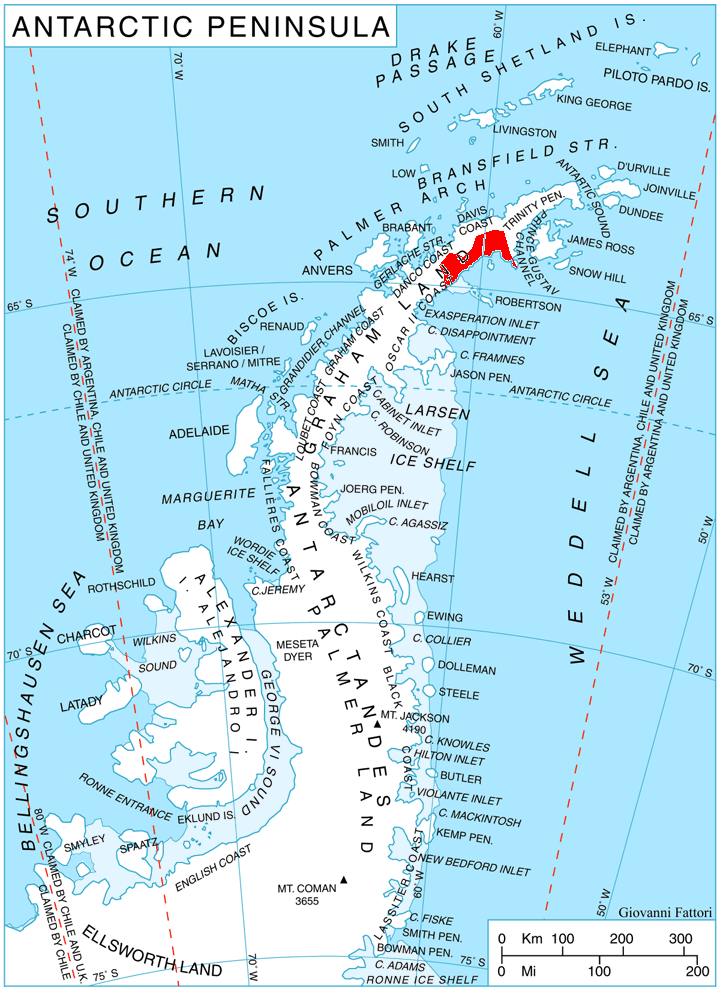

伊瓦茨峰是南極洲的山峰，位於葛拉漢地，處於卡夫拉克峰東南面2.61公里、達爾扎拉斯峰西南面7.49公里和古斯拉峰東北面3.69公里，海拔高度900米。

## 外部連結
- Ivats Peak. （页面存档备份，存于） SCAR Composite Antarctic Gazetteer.